# 河合薫
河合 薫（かわい かおる、女性、1965年（昭和40年）10月23日 - ）は、日本のタレント、気象予報士、健康社会学者である。長岡技術科学大学非常勤講師、東京大学非常勤講師、早稲田大学エクステンションセンター講師。

## 経歴
千葉県出身。小学校4年生から中学校1年生までをアメリカ合衆国・アラバマ州で過ごした帰国子女。
千葉県立千葉東高等学校を経て、千葉大学教育学部を卒業後、客室乗務員として全日本空輸に入社し、国際線乗務も経験した。
同社退社後の1994年（平成6年）に気象予報士資格を取得、テレビのニュース番組『ニュースステーション』（テレビ朝日）にお天気キャスターとしてレギュラー出演するようになって広く知られるようになった。また、報道番組
『いちばん!エクスプレス』（TBS）でのキャスター役も務めた。
2004年（平成16年）10月からはサンテレビ、『賢者の選択』（BS朝日）に出演して、企業のトップを招いたトーク番組のナビゲーターを務める。2009年（平成21年）7月からはウェブサイト『日経ビジネスオンライン』において連載、「河合薫の新・リーダー術　上司と部下の力学」を持つ。
2004年（平成16年）に東京大学大学院医学系研究科（健康社会学）修士課程を修了、さらに2008年には同大学院の博士課程（健康社会学）を修了して博士（保健学）の学位を取得している。

### その他
- 剣道四段。
- 啓林館発行 5年「わくわく理科」にインタビュー掲載（理科から仕事へ 河合薫さん）

## 出演番組
- 松崎菊也のいかがなものか!?（TBSラジオ、アシスタント）
- ゴッドアフタヌーン アッコのいいかげんに1000回（ニッポン放送）
- おとな館（日テレG+）
- 寺島尚正 ラジオパンチ!（文化放送）
- うえちゃん・山瀬の涙の電話リクエスト（ニッポン放送）
- くにまるワイド ごぜんさま〜（文化放送、コメンテーター）
- くにまるジャパン（文化放送、月曜コメンテーター）
- みのもんたの朝ズバッ!（TBS、火曜コメンテーター）
- 情報ライブ ミヤネ屋（読売テレビ／日本テレビ、水曜コメンテーター）
  - 木曜日において酒井千佳が不在の場合は、代理で天気予報も担当することがある。
- モーニングCROSS（TOKYO MX）
- 斉藤一美 ニュースワイドSAKIDORI!（文化放送、月曜コメンテーター　2017年5月1日 - ）

## 著書
- 『図説 ひと目でわかる天文・気象の本―不思議がわかるお天気の玉手箱』日東書院本社（1997年7月）
- 『体調予報―天気予報でわかる翌日のからだ』講談社プラスアルファ新書（2001年2月）
- 『部長のハート―解決!職場のストレス あなたは部下を愛せますか?』プレジデント社（2004年10月）
- 『上司の前で泣く女』プレジデント社（2005年9月）
- 『「なりたい自分」に変わる9:1の法則―夢をかなえる魔法のメモ活用法』東洋経済新報社（2006年3月）
- 『私が絶望しない理由―激白。あの有名人9人の土壇場、修羅場、正念場』プレジデント社（2008年4月）
- 『<他人力>を使えない上司はいらない!』PHP新書（2009年6月）
- 『上司から「手放したくない」と言われる部下になれ!』学習研究社（「ドリームスキル・クラブ」シリーズ、2009年8月）
- 『考える力を鍛える「穴あけ」勉強法』草思社（2016年2月）

## 発言
- 問題発言で辞任した松本龍元復興担当相について、｢私も父も九州の人間で、私は発言自体は問題あるし、品がない発言だと残念だが、ことば尻を過剰に捉えて、菅総理の任命責任ばかりに意見が集約され復興が遅れるのは…松本元復興相が被災地をよく歩いているのは事実のようですし…」と擁護論を展開した[3]。